# Azimuth Island
Azimuth Island (von englisch azimuth ‚Azimut‘) ist eine Insel vor der Küste des ostantarktischen Mac-Robertson-Lands. Sie ist die größte der Azimuth Islands in der Holme Bay.
Norwegische Kartografen kartierten sie anhand von Luftaufnahmen, die bei der Lars-Christensen-Expedition 1936/37 entstanden. Das Antarctic Names Committee of Australia (ANCA) benannte sie so, da die Insel Teilnehmern der Australian National Antarctic Research Expeditions im Jahr 1959 als Fixpunkt zur Ermittlung des Azimut bei Triangulationsmessungen diente.